# Cyrtonops insularis
Cyrtonops insularis là một loài bọ cánh cứng trong họ Cerambycidae.